# Blankenese (Fernsehserie)
Blankenese ist eine vom NDR produzierte Fernsehserie, die Mitte der 1990er Jahre in der ARD ausgestrahlt wurde. Ihren Namen erhielt sie in Anlehnung an den Hamburger Stadtteil Blankenese. In 26 Folgen erzählt sie die Geschichte der fiktiven Hamburger Reederfamilie Nicholaison. Bekannte mitwirkende Schauspieler sind: Antje Hagen, Ursula Lingen, Gisela Trowe, Till Demtrøder, Agnes Dünneisen, Lisa Martinek, Philipp Moog und Wolfgang Völz.

## Handlung
Die Serie Blankenese beschreibt die Schicksale und Intrigen um die reiche Reeder-Familie Nicholaison aus dem Hamburger Stadtteil Blankenese und dem Großhändler und Kaffee-Importeur Uwe Jensen, der ein Jugendfreund der Nicholaisons ist.
Die Reederei Nicholaison befindet sich seit mehr als 250 Jahren im Familienbesitz. Ähnlich lange residiert die Familie in einer weißen Villa an der Elbe. Oberhaupt der Familie ist der 70-jährige Nikolas Nicholaison. Seine Ehefrau Ellen stammt aus England und fühlt sich auch nach über 40 Jahren Ehe noch immer nicht ganz dazu gehörig. Zukünftiger Erbe der Nicolaisons und Geschäftsführer der Reederei ist der einzige Sohn Klaus, der unter dem übermächtigen Vater leidet. Seine Frau Elgte hatte er gegen den Willen der Familie geheiratet. Nachdem die Ehe scheiterte, lebt Elgte in einem Sanatorium und leidet unter Depressionen, die es ihr schwer machen mit dem Leben klarzukommen. Beide haben zusammen zwei Söhne, Patrick und Eric. Letzter hat viel von seinem Großvater und eine Neigung zu unehrenhaften Geschäften, die an der Grenze der Legalität liegen.
Im Verlauf der Serie heiratet Patrick Tina Neddelbeck, Nikolas Nicholaison erleidet auf einer Schiffsreise einen Herzinfarkt und stirbt. Danach erfährt die Familie, dass er in Brasilien einen unehelichen Sohn hat, der gleichberechtigter Erbe werden soll.

## Ausstrahlung
Die Erstausstrahlung der ARD im Programm Das Erste erfolgte vom 11. Mai bis zum 9. November 1994 jeweils mittwochs. Die Erstausstrahlung auf N3 war vom 11. November 1995 bis Juni 1996 samstags zu sehen. Letztmals wurde die Serie vom NDR vom 24. September bis 17. Dezember 2005 samstags um 13.45 Uhr gezeigt.

## Episodenliste
| Nr. (gesamt) | Nr. (Staffel) | Episodentitel              | Erstausstrahlung (Das Erste) |
| ------------ | ------------- | -------------------------- | ---------------------------- |
| 1            | 1             | Alte Freunde               | 11. Mai 1994                 |
| 2            | 2             | Schmutzige Geschäfte       | 18. Mai 1994                 |
| 3            | 3             | Vor dem Seegericht         | 22. Mai 1994                 |
| 4            | 4             | Angst um Uwe Jensen        | 1. Juni 1994                 |
| 5            | 5             | Harry und Henry            | 6. Juni 1994                 |
| 6            | 6             | Ein neues Zuhause          | 15. Juni 1994                |
| 7            | 7             | Sturm in der Biskaya       | 22. Juni 1994                |
| 8            | 8             | Hochzeitsglocken           | 29. Juni 1994                |
| 9            | 9             | Marthas Geheimnis          | 6. Juli 1994                 |
| 10           | 10            | Am Zoll vorbei             | 13. Juli 1994                |
| 11           | 11            | Kleine Fluchten            | 20. Juli 1994                |
| 12           | 12            | Katerfrühstück             | 27. Juli 1994                |
| 13           | 13            | Abschied                   | 3. Aug. 1994                 |
| 14           | 14            | Das Testament              | 10. Aug. 1994                |
| 15           | 15            | Schatten der Vergangenheit | 17. Aug. 1994                |
| 16           | 16            | Wiener Romanze             | 24. Aug. 1994                |
| 17           | 17            | Karriereträume             | 3. Sep. 1994                 |
| 18           | 18            | Verzweifelte Suche         | 14. Sep. 1994                |
| 19           | 19            | Ist es Liebe?              | 21. Sep. 1994                |
| 20           | 20            | Zarte Bande                | 28. Sep. 1994                |
| 21           | 21            | Schummeleien               | 5. Okt. 1994                 |
| 22           | 22            | Jambo Kenia                | 12. Okt. 1994                |
| 23           | 23            | Zerbrochene Träume         | 19. Okt. 1994                |
| 24           | 24            | Blinde Passagiere          | 19. Okt. 1994                |
| 25           | 25            | Einbrüche                  | 26. Okt. 1994                |
| 26           | 26            | Heimkehr                   | 9. Nov. 1994                 |